# Rock Hudson

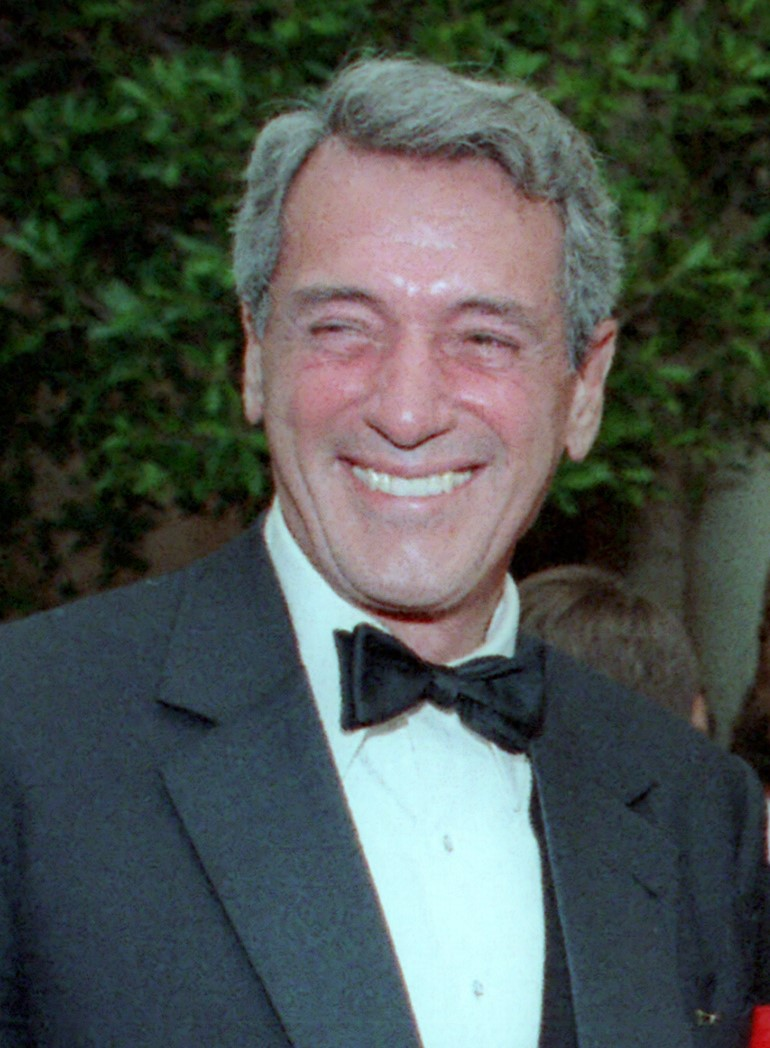
Rock Hudson (1984)

Rock Hudson (* 17. November 1925 in Winnetka, Illinois, als Roy Harold Scherer Jr.; † 2. Oktober 1985 in Marina del Rey, Kalifornien) war ein US-amerikanischer Schauspieler. Als Darsteller von Helden- und Liebhaberrollen zählte er in den 1950er- und 1960er-Jahren zeitweise zu den größten Hollywood-Stars, unter anderem in Melodramen von Douglas Sirk und in Filmkomödien an der Seite von Doris Day.
Hudson sorgte 1985 zusammen mit dem jungen Aktivisten Ryan White für die Vervielfachung der US-amerikanischen AIDS-Berichterstattung. Er starb als einer der ersten Prominenten an den Folgen der Krankheit.

## Frühes Leben
Rock Hudson wurde 1925 in Illinois als Roy Scherer geboren. Er war das einzige Kind der Telefonistin Katherine Wood und des Automechanikers Roy Harold Scherer. Väterlicherseits war er deutscher und schweizerischer Herkunft, seine Mutter hatte irische und englische Vorfahren. Nachdem sein Vater die Familie 1931 verlassen hatte, mussten Hudson und seine Mutter in der Great Depression mit wenig Geld auskommen, und er begann neben der Schule zu arbeiten.
Nachdem er die Highschool beendet hatte, war er zeitweise Lastkraftwagenfahrer und diente er im Zweiten Weltkrieg bei der US Navy als Mechaniker. Nach Ende des Krieges zog Roy Scherer nach Los Angeles und arbeitete als Lastkraftwagenfahrer, in der stillen Hoffnung, für den Film entdeckt zu werden.

## Karriere
Sein Entdecker wurde Ende der 1940er-Jahre der Talentagent Henry Willson, der ihm Schauspielunterricht vermittelte, eine Zahnkorrektur und eine neue Garderobe bezahlte sowie das richtige Auftreten für Hollywood beibrachte. Willson erfand auch den möglichst maskulin klingenden Künstlernamen Rock Hudson, in Anlehnung an den Rock of Gibraltar und den Hudson River. Zugleich war der homosexuelle Willson, der hauptsächlich attraktive junge Männer als Klienten hatte, dafür berüchtigt, dass er oft von seinen Klienten sexuelle Gefälligkeiten erwartete. Willson vermarktete Hudson, wie auch andere seiner Klienten, durch oberkörperfreie Abbildungen in Magazinen und verschiedene PR-Geschichten.
1948 erhielt Rock Hudson seine erste Rolle in dem Kriegsfilm Fighter Squadron, sprach dabei aber nur einen Satz und wurde im Vor- und Abspann nicht erwähnt. Nach diesem ersten Auftritt in einem Hollywood-Film wurden die Universal Picture Studios auf Hudson aufmerksam und nahmen ihn unter einen der damals üblichen Studioverträge. In den folgenden Jahren erhielt der anfangs unerfahrene Hudson sukzessive größere Rollen. In dem Thriller Tödlicher Sog hatte er 1949 seine erste im Abspann erwähnte Rolle. Mit seiner sportlich-muskulösen Statur wurde er fortan auch häufiger in Western besetzt, so etwa 1950 in der eher kleinen Rolle eines Indianerhäuptlings an der Seite von James Stewart in Anthony Manns Western Winchester ’73. Zwei Jahre später drehte er, erneut an der Seite Stewarts und unter Regie von Mann, den Western Meuterei am Schlangenfluß; in diesem hatte er bereits eine gut ausgebaute Nebenrolle als Glücksspieler.
Ebenfalls 1952 hatte er seine erste richtige Film-Hauptrolle an der Seite von Yvonne DeCarlo in Der rote Engel und drehte die Komödie Hat jemand meine Braut gesehen?, seine erste von insgesamt neun Zusammenarbeiten mit dem deutschen Regisseur Douglas Sirk. Nach einigen weiteren Hauptrollen in eher belanglosen Western und Abenteuerfilmen war es die Hauptrolle in Douglas Sirks Melodram Die wunderbare Macht an der Seite von Jane Wyman, die Hudson im Jahr 1954 als Hollywood-Star etablierte. Der Film, in dem er einen rücksichtslosen Millionär spielte, der durch verschiedene Ereignisse geläuert wird, war ein Kassenschlager. Sirk, Hudson und Wyman wiederholten ihre Zusammenarbeit im folgenden Jahr sehr erfolgreich mit Was der Himmel erlaubt, in dem sich Wymans gutbürgerliche Mittelschichtsdame in ihren deutlich jüngeren, von Hudson gespielten Gärtner verliebt, was in ihrer Kleinstadt für Aufruhr und Vorurteile sorgt. Einen weiteren Erfolg landeten Hudson und Sirk 1956 mit dem Melodram In den Wind geschrieben, in dem Lauren Bacall seine Filmpartnerin war und das Intrigen in einer texanischen Millionärsfamilie zeigte.
Hudsons Paraderollen als Hollywood-Star waren vorwiegend die des smarten und romantischen Liebhabers, Helden und Ehemannes. Er war einer der letzten Stars, die aus dem klassischen Hollywood-Studiosystem geformt wurden. Einer seiner bekanntesten Filme wurde das moderne Westernepos Giganten unter der Regie von George Stevens, in dem er an der Seite von Elizabeth Taylor und James Dean einen texanischen Rancher verkörperte. Giganten brachte ihm auch seine einzige Nominierung für den Oscar, in der Kategorie Bester Hauptdarsteller. Zwischen 1957 und 1964 wurde Hudson in der Umfrage Top Ten Money Making Stars Poll, die jährlich unter amerikanischen Kinobetreibern durchgeführt wurde, durchgängig in die Top Ten der zugkräftigsten Filmstars gewählt, darunter zweimal auf den ersten Platz. Auch in Deutschland hatte Hudson eine hohe Popularität und wurde beim Filmpreis Bambi insgesamt fünfmal vom Publikum zum beliebtesten ausländischen Kinostar gewählt.
Ab 1959 spielte er an der Seite von Doris Day in den romantischen Komödien Bettgeflüster (1959, für dessen Soundtrack er auch sang), Ein Pyjama für zwei (1961) und Schick mir keine Blumen (1964). In diesen Filmen spielte Day in der Regel oft eine kluge und adrette, aber auch etwas reserviert wirkende Frau, die von dem selbstbewussten, gelegentlich unverschämten Verhalten von Hudsons Figur herausgefordert wird. Am Ende steht das Happy End als Liebespaar. Nach dem Erfolg von Bettgeflüster wurde Hudson zunehmend als talentierter Komödiendarsteller gesehen und er trat danach auch ansonsten häufiger in Liebeskomödien in Erscheinung, etwa jeweils neben Gina Lollobrigida in Happy End im September (1961) und Fremde Bettgesellen (1965). Einen weiteren Erfolg in diesem Genre hatte er gemeinsam mit Paula Prentiss in Ein Goldfisch an der Leine (1964) unter Regie von Howard Hawks.
In der zweiten Hälfte der 1960er-Jahre ließ Hudsons Zugkraft als Kinostar, parallel mit dem endgültigen Ende des klassischen Hollywood-Kinos, allmählich nach. Sein Auftritt in John Frankenheimers dystopischen Science-Fiction-Film Der Mann, der zweimal lebte von 1966 gilt unter Kritikern oft als eine seiner besten Filmdarstellungen. Andere Filme wie Eisstation Zebra oder Darling Lili flopten hingegen weitgehend. 1969 spielte Hudson als Colonel der Südstaaten die zweite Hauptrolle hinter John Wayne in Die Unbesiegten. Einen Eingang in das moderne Kino des New Hollywood gab es für Hudson als typischen Darsteller klassischer Liebhaber- und Heldenrollen nicht, und er war in den 1970er-Jahren meist nur noch in weniger prestigeträchtigen Filmen zu sehen. 
Parallel begann Hudson, an Fernsehfilmen und -serien mitzuwirken. In den USA hatte er einen nennenswerten Erfolg mit der Detektivserie McMillan & Wife, in der er von 1971 bis 1977 den San Franciscoer Polizeikommissar Stuart McMillan verkörperte. Im deutschsprachigen Raum lief hingegen nur eine der insgesamt 40 Folgen von McMillan & Wife über die Bildschirme. 1980 wirkte er an der Fernsehverfilmung Die Mars-Chroniken mit. Im selben Jahr trat er im Spielfilm Mord im Spiegel nach einer Romanvorlage von Agatha Christie an der Seite von Tony Curtis und Elizabeth Taylor, zwei weiteren Kinostars der 1950er- und 1960er-Jahre, auf. 1984 übernahm er in der Hitserie Der Denver-Clan die Rolle des Geschäftsmannes und Pferdezüchters Daniel Reece, musste sie aber nach nur neun Folgen im Frühjahr 1985 aufgrund seiner voranschreitenden Krankheit aufgeben.
Insgesamt umfasst Hudsons filmisches Schaffen über 75 Film- und Fernsehproduktionen zwischen 1948 und 1985. Bei der Adresse 6104 Hollywood Boulevard erhielt Rock Hudson 1960 einen Stern auf dem Hollywood Walk of Fame.

## Privatleben
Rock Hudson war homosexuell, was in starkem Kontrast zu dem medial vermittelten Image als „Frauenheld“ stand. Von 1955 bis 1958 war er mit Phyllis Gates (1925–2006) verheiratet. Sie war die Sekretärin seines Agenten Henry Willson. Zwei Jahre nach Hudsons Tod veröffentlichte sie das Buch My Husband, Rock Hudson. Gates behauptete, bei der Eheschließung nichts von Hudsons Homosexualität gewusst zu haben. Das wurde allerdings unter anderem von Hudsons Biographen Robert Hoffer in Zweifel gezogen, der behauptet, Gates sei lesbisch und die Ehe arrangiert gewesen.
Später führte Hudson mehrere Beziehungen mit Männern, die aber nicht öffentlich ausgelebt wurden. Langfristiger als seine Beziehungen waren seine Freundschaften, etwa zu dem Jerry-Cotton-Darsteller George Nader und dessen Lebensgefährten Mark Miller.
Hudsons Sexualität war in Hollywood ein offenes Geheimnis, das aber bis kurz vor seinem Tod weitestgehend aus den Medien gehalten werden konnte. Bereits 1955 wollte das Skandalblatt Confidential den aufstrebenden Schauspieler outen, was durch das Eingreifen von Henry Willson verhindert wurde, der dem Magazin im Gegenzug zwei andere Skandalgeschichten gab. Kurz darauf folgte Hudsons Heirat mit Willsons Sekretärin. In den frühen 1970er Jahren kursierte in Kalifornien eine Urbanlegende, Hudson und der ebenfalls homosexuelle Schauspieler Jim Nabors hätten eine inoffizielle Hochzeitszeremonie miteinander gefeiert. Die erfundene Geschichte schaffte es bis in Radiosendungen und Zeitschriften, sodass Hudson und Nabors sich genötigt sahen, sie zu dementieren. Angebote für homosexuelle Rollen lehnte Hudson stets ab.
Es verbanden ihn Freundschaften mit seinen Schauspielkolleginnen Doris Day und Elizabeth Taylor.

## Erkrankung und Tod
Rock Hudson war einer der ersten Prominenten und der erste Hollywood-Star, der an den Folgen von AIDS starb, was eine entsprechende Medienaufmerksamkeit für das Thema mit sich brachte. Sein hageres, mitgenommen wirkendes Erscheinungsbild in Doris Day’s Best Friends, einer Sendung von Doris Day auf CBN am 16. Juni 1985, sowie auf einer dazugehörigen Pressekonferenz am Vortag ließen viele Spekulationen über seinen Gesundheitszustand aufkommen.
Am 21. Juli 1985 kollabierte er im Pariser Hôtel Ritz und wurde in das Hôpital américain de Paris gebracht. Anfangs stellten seine Publizisten Hudsons Erkrankung als Leberkrebs dar. Army Archerd schrieb als Erster in seiner Kolumne im Magazin Daily Variety am 23. Juli über die Diagnose: 

„Die Flüsterpropaganda über Rock Hudson kann und sollte aufhören. Er ist für weitere Hilfe nach Paris geflogen. […] Seine Krankheit war kein Geheimnis für enge Freunde Hollywoods, aber ihre wahre Natur wurde nur sehr wenigen preisgegeben. Ärzte warnen, dass die Angstkrankheit in allen Gemeinden katastrophale Ausmaße annehmen wird, wenn eine Heilung nicht bald gefunden wird.“

Am selben Tag entschloss sich die Umgebung Hudsons, die Diagnose öffentlich zu machen. Am 25. Juli verlas Hudsons französische Publizistin Yanou Collart die Mitteilung vor dem Krankenhaus. Am 30. Juli traf er in Los Angeles ein, wo er im Universitätsklinikum der UCLA eine Lungenentzündung auskurierte und anschließend nach Hause entlassen wurde. Hudson wurde zu einem Gesicht für die Krankheit, was eine größere Anteilnahme und Aufmerksamkeit für die Krankheit sorgte. Zugleich wurde in den Monaten vor seinem Tode erstmals seine Homosexualität in der Öffentlichkeit thematisiert.

Elizabeth Taylor veranstaltete die erste AIDS-Benefiz-Gala, bei der Burt Lancaster eine Nachricht Hudsons vorlas: 

„Ich bin nicht froh, dass ich krank bin. Ich bin nicht froh, dass ich AIDS habe. Aber wenn es anderen hilft, habe ich zumindest die Gewissheit, dass mein Unglück einen positiven Effekt hat. Danke, Elizabeth. Danke an all meine Freunde, die an diesem Abend teilnehmen, und an die Tausenden für ihre Gebete, ihre Gedanken, ihre Liebe, ihre Wünsche und ihren Beistand.“

 Hudsons Gesundheitszustand verschlechterte sich bis zu seinem Tod am 2. Oktober 1985 im Alter von 59 Jahren. Sein Leichnam wurde verbrannt und die Asche ins Meer gestreut.
Hudsons letzter Lebensgefährte Marc Christian erstritt aus dem Nachlass von Hudson rund 5,5 Millionen US-Dollar Schmerzensgeld (in einem ersten Urteil sogar zeitweise über 20 Millionen US-Dollar). Während ihn die Nachlassverwalter von Hudson als Goldgräber darstellten, konnte Christian vor Gericht glaubhaft machen, dass Hudson ihn auch nach Kenntnis über seine Diagnose mit AIDS noch der Gefahr einer Ansteckung durch ihr sexuelles Verhältnis ausgesetzt habe. Christian erkrankte später nicht an AIDS, verwies aber auf den Stress durch die jahrelange Ungewissheit darüber.

## Filmografie (Auswahl)
- 1948: Jagdflieger (Fighter Squadron)
- 1949: Tödlicher Sog (Undertow)
- 1950: Ohne Skrupel (Shakedown)
- 1950: Verliebt, verlobt, verheiratet (Peggy)
- 1950: Winchester ’73
- 1950: I Was a Shoplifter
- 1950: Der Wüstenfalke (The Desert Hawk)
- 1951: The Fat Man
- 1951:  Air Cadet
- 1951: Ausgezählt (Iron Man)
- 1951: Sieg über das Dunkel (Bright Victory)
- 1951: Tomahawk – Aufstand der Sioux (Tomahawk)
- 1952: Fluch der Verlorenen (Horizons West)
- 1952: Hat jemand meine Braut gesehen? (Has Anybody Seen My Gal?)
- 1952: Meuterei am Schlangenfluß (Bend of the River)
- 1952: Der rote Engel (Scarlet Angel)
- 1953: Seminola (Seminole)
- 1953: Allen Gefahren zum Trotz (Back in God’s Country)
- 1953: Das Höllenriff (Beneath the 12-Mile Reef) (Stimme als Erzähler)
- 1953: Mit der Waffe in der Hand (Gun Fury)
- 1953: Gefährliches Blut (The Lawless Breed)
- 1953: Das goldene Schwert (The Golden Blade)
- 1953: Im Schatten des Korsen (Sea Devils)
- 1954: Taza, der Sohn des Cochise (Taz, Son of Chchise)
- 1954: Die wunderbare Macht (Magnificent Obsession)
- 1954: Gewehre für Bengali (Bengal Brigade)
- 1955: Und wäre die Liebe nicht … (One Desire)
- 1955: Was der Himmel erlaubt (All That Heaven Allows)
- 1955: Nur du allein (Never Say Goodbye)
- 1955: Wenn die Ketten brechen (Captain Lightfoot)
- 1956: Giganten (Giant)
- 1956: In den Wind geschrieben (Written on the Wind)
- 1957: Flammen über Afrika (Something of Value)
- 1957: Der Engel mit den blutigen Flügeln (Battle Hymn)
- 1957: Duell in den Wolken (The Tarnished Angels)
- 1957: In einem anderen Land (A Farewell to Arms)
- 1959: Diese Erde ist mein (This Earth Is Mine)
- 1959: Bettgeflüster (Pillow Talk)
- 1961: Ein Pyjama für zwei (Lover Come Back)
- 1961: El Perdido (The Last Sunset)
- 1961: Happy End im September (Come September)
- 1962: Am schwarzen Fluß (The Spiral Road)
- 1963: Der Kommodore (A Gathering of Eagles)
- 1964: Ein Goldfisch an der Leine (Man’s Favourite Sport?)
- 1964: Schick mir keine Blumen (Send Me No Flowers)
- 1965: Ein Appartement für drei (A Very Special Favor)
- 1965: Fremde Bettgesellen (Strange Bedfellows)
- 1965: New York Expreß (Blindfold)
- 1966: Der Mann, der zweimal lebte (Seconds)
- 1966: Tobruk
- 1968: Eisstation Zebra (Ice Station Zebra)
- 1969: Die Unbesiegten (The Undefeated)
- 1970: Darling Lili
- 1970: Das Wespennest (Hornets’ Nest)
- 1971: Eine nach der Anderen, alternativ "Sex-Lehrer-Report" (Pretty Maids All in an Row)
- 1971–1977: McMillan & Wife (Fernsehserie, 40 Folgen)
- 1973: Die Geier warten schon (Showdown)
- 1975: Diagnose: Mord (The Deadly Cure)
- 1976: Embryo (Embryo)
- 1978: Avalanche
- 1978: Räder (Wheels) (TV-Miniserie)
- 1980: Die Mars-Chroniken (The Martian Chronicles) (TV-Miniserie)
- 1980: Mord im Spiegel (The Mirror Crack’d)
- 1981: The Star Maker (Fernsehfilm)
- 1982: Weltkrieg III (World War III) (Fernsehfilm)
- 1982: The Devlin Connection III
- 1984: Die Haie von Las Vegas (The Vegas Strip War) (Fernsehfilm)
- 1984: Der Ambassador (The Ambassador)
- 1984–1985: Der Denver-Clan (Dynasty, Fernsehserie, neun Folgen)

## Auszeichnungen

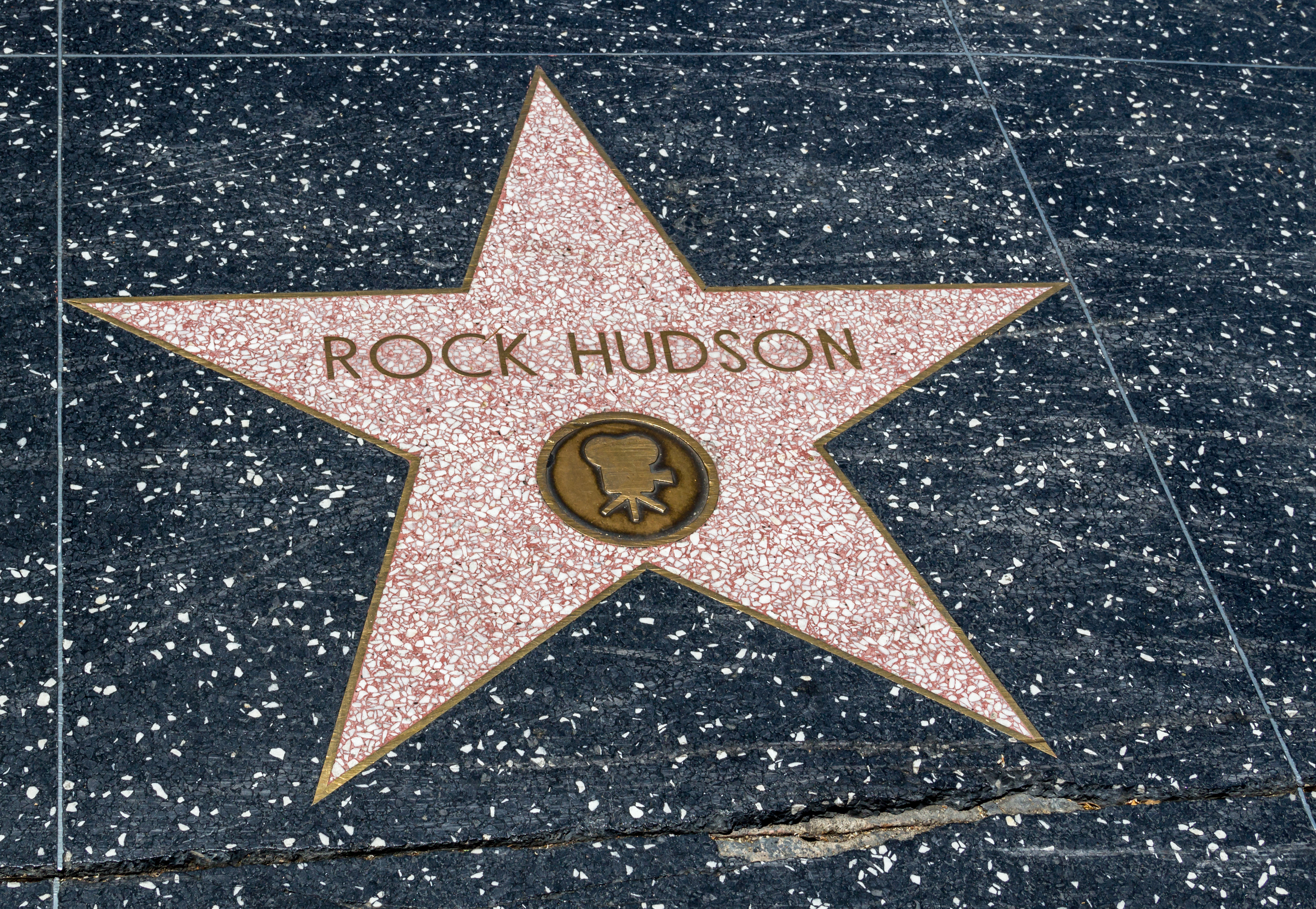
Rock Hudsons Stern auf dem Hollywood Walk of Fame

- 1957: Nominierung für den Oscar in der Kategorie Bester Hauptdarsteller für Giganten
- 1958, 1961, 1962, 1963 und 1964: Bravo Otto
- 1958, 1960, 1961, 1962 und 1963: Bambi (der 1961er-Bambi wurde für ihn von seiner Mutter entgegengenommen)
- 1959, 1960, 1961 und 1963: Henrietta Award als „World Film Favorite – Male“ bei den Golden Globes
- 1958, 1959, 1960, 1962 und 1963: Golden Laurel als „Top Male Star“ bei den Laurel Awards
- 1956, 1957 und 1959: „Most Popular Male Star“ der Photoplay Awards
- 1960: Stern auf dem Hollywood Walk of Fame (6116 Hollywood Blvd.)
- 1977: TP de Oro in Spanien in der Kategorie Bester Schauspieler für McMillan & Wife

## Diskografie (Auswahl)
- 1959: Pillow Talk Soundtrack
- 1971: Rock, Gently
- 1996: Pillow Talk Soundtrack (Extended)

## Nachwirken

### Film und Fernsehen
- Rock Hudson (1990) – Fernsehfilm von John Nicolella mit Thomas Ian Griffith in der Titelrolle[37]
- Rock Hudson’s Home Movies (1992) – Dokumentarfilm über Leben und Karriere Hudsons von Mark Rappaport. Der Film war 1993 bei den New York Film Critics Circle Awards als Bester Dokumentarfilm nominiert, während bei den National Society of Film Critics Awards 1994 eine lobende Erwähnung für „die geschickte Kombination von fiktiver Erzählung und Essay, um Rock Hudsons Leinwandbild zu dekonstruieren“ folgte.[38]
- E! True Hollywood Story: Rock Hudson (1999) – Dokumentation[39]
- Rock Hudson: Dark and Handsome Stranger (2010, dt.: Rock Hudson – Schöner fremder Mann) – Dokumentarfilm von Andrew Davies und André Schäfer[40]
- Stars of the Silver Screen: Rock Hudson (2015, dt.: Legenden der Leinwand – Rock Hudson) bzw. Rock Hudson – Discovering – Dokumentation von Lyndy Saville[41][42]
- Hollywood (2020) – Fiktive Miniserie von Ryan Murphy über Sexismus und Homophobie in Hollywood der 1940er-Jahre. Rock Hudson wird vom Darsteller Jake Picking verkörpert.

### Ausstellungen (Auswahl)
- Tapetenwechsel 2.0: Rock Hudson und die AIDS-Krise,[43] Schwules Museum* Berlin 2016/2017